# Бялата чума
„Бялата чума“ (на английски: The White Plague) е научнофантастичен роман на американския писател Франк Хърбърт.
За пръв път е издадена през 1982 г. На българския пазар е издадена през 1996 г. от издателска къща „Нунцио“.
 Внимание:  Текстът по-долу разкрива сюжета на произведението (или части от него)!
Главен герой е микробиологът Джон Роу О'Нийл, който въвлича света в злокобния вихър на смъртоносен катаклизъм.